# سان فراندو، پامپانگا
سان فراندو (به لاتین: San Fernando) یک منطقهٔ مسکونی در فیلیپین است که در پامپانگا واقع شده‌است.

## خواهرخوانده
شهر Naga خواهرخواندهٔ سان فراندو، پامپانگا هست.